# تونل لردال
تونل لردال (نروژی: Lærdalstunnelen) طولانی‌ترین تونل جاده‌ای جهان با طولی بالغ بر ۲۴/۵۱ کیلومتر است.